# Desognaphosa bulburin
Desognaphosa bulburin là một loài nhện trong họ Trochanteriidae. Loài này phân bố ở Queensland.